# Nobody but Me (canción)
«Nobody but Me» es una canción interpretada por el grupo musical estadounidense The Isley Brothers. Escrita por los hermanos O'Kelly, Rudolph y Ronald Isley, fue publicada como sencillo en diciembre de 1962 en los Estados Unidos y el 30 de agosto de 1963 en el Reino Unido.

## Versión de The Human Beinz
La canción fue versionada por la banda estadounidense The Human Beinz y los convirtió en un grupo de un solo éxito después de alcanzar la posición #8 en la lista de los Hot 100 de la revista Billboard.

### Recepción de la crítica
Mark Deming, crítico de AllMusic, describió la versión de The Human Beinz como  “animada y alimentada por retroalimentación. El crítico de música Dave Marsh la calificó como “La canción más negativa en llegar al Top 40”, y señaló que la palabra “no” se canta más de 100 veces en solo 2:16. Marsh también indicó que la palabra “nadie” se usa 46 veces; el añadió que “para mantener el equilibrio, agregan la palabra Sí una vez”. Dee Snider la describe como “pegadiza”, pero “ligeramente repetitiva”. Walter Everett la llamó “una canción impulsiva y convincente, a pesar de que su verso contiene solo una sola palabra repetida”.

### Posicionamiento
| Gráfica (1968)                     | Pico de posición |
| ---------------------------------- | ---------------- |
| Estados Unidos (Billboard Hot 100) | 8                |